# 4 Dywizja Pancerna (USA)
4 Dywizja Pancerna (ang. 4th Armored Division) – amerykańska dywizja wojsk pancernych, istniejąca w latach 1941–1972.

## Historia i działania zbrojne
Utworzona w Fort Drum 15 kwietnia 1941, czyli jeszcze przed przystąpieniem USA do działań II wojny światowej. Liczyła pierwotnie 3800 żołnierzy. Gotowość bojową osiągnęła jednak dopiero w 1942, a na przełomie 1943 i 1944 została przerzucona do Anglii w związku z planem zachodnich Aliantów co do utworzenia drugiego w Europie frontu.
Dywizja wzięła udział w Operacji Overlord. Swoje pierwsze walki z Niemcami stoczyła we wrześniu 1944 pod Arracourt . Następnie skierowała się do Alzacji, zajmując Baerendorf. W czasie bitwy o Ardeny przejechała przez Luksemburg, po czym uderzyła w kierunku Bastogne, aby odciążyć również amerykańską 101 Dywizję Powietrznodesantową . II wojnę światową zakończyła na terytorium Niemiec, pełniąc następnie do 1949 służbę okupacyjną jako First Constabulary Brigade.
Odtworzona pod nazwą 4DPanc w 1954 w Teksasie. W 1957 wysłana do RFN, stacjonowała w Göppingen. Rozwiązana w 1971, jej miejsce w zachodnich Niemczech przejęła 1 Dywizja Pancerna.